# Symplocos retusa
Symplocos retusa är en tvåhjärtbladig växtart som beskrevs av Kriebel, J.A.González och E.Alfaro. Symplocos retusa ingår i släktet Symplocos och familjen Symplocaceae. Inga underarter finns listade i Catalogue of Life.